# Horace Silver
Horace Silver, właśc. Horace Ward Martin Tavares Silva (ur. 2 września 1928 w Norwalk, zm. 18 czerwca 2014 w New Rochelle) – amerykański pianista jazzowy i kompozytor, jeden z pionierów hard bopu. Laureat NEA Jazz Masters Award 1995.
Jego ojciec, John Tavares Silva, pochodził z wyspy Maio w Republice Zielonego Przylądka.
Silver zaczynał jako saksofonista, ale szybko zdecydował się na fortepian. Początkowo występował w klubach, dla szerokiej publiczności odkrył go w 1950 Stan Getz. W 1951 Silver przeniósł się do Nowego Jorku, gdzie pracował w jazzowym klubie Birdland. W tym czasie poznał wykonawców grających dla Blue Note i zaczął występować w składzie różnych zespołów jako sideman. W latach 1952 i 1953 zaczął nagrywać z własnym zespołem, do którego należeli Gene Ramey, Curly Russell i Percy Heath.
Od 1956 miał podpisany kontrakt na wyłączność z Blue Note. W czasie tego okresu stał się także jednym z pionierów tworzącego się wówczas stylu hard bop, który łączył rhythm and blues i gospel z jazzem.

## Dyskografia

### Jako lider

#### WydawnictwoBlue Note Records
- 1952: New Faces-New Sounds(inne języki)
- 1953: Introducing the Horace Silver Trio
- 1955: Horace Silver and the Jazz Messengers
- 1956: 6 Pieces of Silver
- 1957: The Stylings of Silver
- 1958: Further Explorations by the Horace Silver Quintet
- 1959: Finger Poppin’ with the Horace Silver Quintet
- 1959: Blowin’ the Blues Away
- 1960: Horace-Scope
- 1961: Doin’ the Thing: The Horace Silver Quintet at the Village Gate
- 1962: The Tokyo Blues
- 1963: Silver’s Serenade
- 1964: Song for My Father
- 1965: The Cape Verdean Blues
- 1966: The Jody Grind
- 1968: Serenade to a Soul Sister
- 1969: You Gotta Take a Little Love
- 1970: The United States of Mind Phase 1: That Healin’ Feelin’
- 1971: The United States of Mind Phase 2: Total Response
- 1972: The United States of Mind Phase 3: All
- 1972: In Pursuit of the 27th Man
- 1975: Silver 'N Brass(inne języki)
- 1976: Silver 'N Wood(inne języki)
- 1977: Silver 'N Voices(inne języki)
- 1978: Silver 'N Percussion(inne języki)
- 1979: Silver 'N Strings Play the Music of the Spheres(inne języki)

#### Silveto Records
- 1981: Guides to Growing Up
- 1983: Spiritualizing the Senses
- 1984: There’s No Need to Struggle
- 1985: Continuity of Spirit
- 1988: Music to Ease Your Disease(inne języki)

#### Columbia Records
- 1956: Silver’s Blue
- 1993: It’s Gotta Be Funky
- 1994: Pencil Packin’ Papa(inne języki)

#### Impulse! Records(inne języki)
- 1996: The Hardbop Grandpop
- 1997: A Prescription for the Blues

### Występy gościnne
Silver brał udział w nagraniach towarzysząc wielu innym artystom, pojawił się na płytach takich wykonawców jak Nat Adderley, Art Blakey, Dee Dee Bridgewater, Kenny Burrell, Donald Byrd, Paul Chambers, Kenny Clarke, Al Cohn, Miles Davis, Kenny Dorham, Lou Donaldson, Art Farmer, Stan Getz, Terry Gibbs, Gigi Gryce, Coleman Hawkins, J.J. Johnson, Milt Jackson, Howard McGhee, Hank Mobley, J.R. Monterose, Lee Morgan, Clifford Jordan, John Gilmore, Rita Reys, Sonny Rollins, Sonny Stitt, Clark Terry, Phil Urso i Lester Young.